# 約瑟夫·霞飛
約瑟夫·雅克·塞澤爾·霞飛（法語：Joseph Jacques Césaire Joffre；1852年1月12日—1931年1月3日），法國陸軍將領，曾被授勳法國元帥，他在擔任法國軍隊總司令时制定「十七號計畫」，並指揮第一次世界大戰前期西線的重大戰役。
霞飛於1870年加入軍隊，在殖民地擴張中以優異的決策與工程建築能力嶄露頭角。1911年，霞飛成為最高戰爭委員會主席，亦擔任陸軍總參謀長。他在1913年提出作戰條令並制定「十七號計畫」，提及防禦作戰與火砲的重要性，但由於他的新條令未受同僚重視，大部分法軍將領仍以舊式方法指揮部隊，而產生是霞飛的「進攻崇拜」導致法軍傷亡慘重的刻板印象。第一次世界大戰爆發後，法軍在邊境戰役中表現不佳，但在馬恩河戰役阻止德軍進攻巴黎。霞飛接下來策劃幾場對德軍的攻勢，但代價高昂且效果不佳。1916年，他以西線戰場總司令之職，對凡爾登與索姆河戰役進行大量調度。同年，他被授予法國元帥的榮譽，但被指揮凡爾登戰役後期攻勢的尼維爾將軍取代，離開陸軍決策層。之後，他主要負責外交任務，在1931年1月3日因病去世。
霞飛的軍事才能受到許多軍事學家推崇及批評，是一位爭議人物。有人將其視為「血腥屠夫」，認為他僅是法國軍官團「一個理想的傀儡」，是他的「全面進攻」（Offensive à outrance）策略導致法軍傷亡慘重，甚至有人認為霞飛僅是一種「國家神經的鎮定劑」。但也有學者認為是法軍基層的素質不佳才導致霞飛的計畫失敗，其不需對法軍內部的「進攻崇拜」擔責，他當之無愧是大型戰爭的戰略專家。

## 早年
約瑟夫·霞飛於1852年1月12日上午8時出生在法蘭西帝國里沃薩爾特的加泰罗尼亚裔家庭，父親吉勒·霞飛（Gilles Joffre）是制桶匠，母親卡特琳·普拉斯（Catherine Plas）是家庭主婦，他在十一個孩子中排行第三。當他得以閱讀後，他被父母送往當地的教會學校學習，然後前往佩皮尼昂的弗朗索瓦·阿拉戈中學就讀。1868年10月，霞飛前往巴黎就讀查理曼高中的大學校預科班，在課堂上表現突出，展現出機智、判斷力強、勤奮等特質。1869年7月，他通過巴黎综合理工学院的入學考試，為所有考生中年齡最輕者，在132名上榜學員中排名第14名。
1870年7月法國對普魯士宣戰，普法戰爭爆發。霞飛被分配到巴黎十九区附近的39號要塞，擔任砲兵少尉。1871年3月，他返回綜合理工學院完成學業，選擇軍事工程作為其工作志向，在同年11月被分發到蒙彼利埃的第二工兵團。1872年他晉升為中尉，被借調至位於枫丹白露的砲兵與工程應用學院實習，然後在1874年被分配到凡爾賽的第一工兵團。之後，他被任命為上尉，在法國各地區建築防禦工事。1884年底，他向上級請求調派海外並得到批准。

## 殖民戰爭

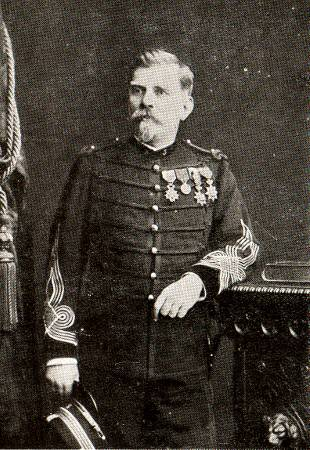
約瑟夫·霞飛營長，1889年

1885年1月霞飛被調派至海外，於2月抵達台灣，被任命為「遠東海軍中隊」的工程總監。孤拔將軍命令他加強基隆地區基地的基建與防禦工事，以加強法軍對台灣北部的控制。1885年6月9日，法國與清朝簽訂《中法新約》，霞飛在7月被任命為河內的工程總監，在當地建設醫院、道路與防禦工事。同年9月7日，他被授予榮譽軍團勳章。他接下來駐扎在新建立的法屬印度支那，在鎮壓叛亂行動中表現出色，最終於1888年1月離開越南，前往中國、日本、美國等國旅行。霞飛於1888年10月返國，被晉升為少校，調派至第五工兵團，負責鐵路建設工作。1892年10月霞飛再次前往海外，負責建設法屬西非地區巴馬科與卡伊市之間的鐵路。1893年12月26日，法國軍官博尼耶率縱隊從塞古前往進攻通布图，霞飛指揮的第二縱隊則在四天後出發，行軍超過810公里，於2月12日佔領博尼耶未能奪下的通布图。法屬蘇丹總督在通告中提到，「約瑟夫·霞飛精神昂揚、性格溫和、正直無私，他知道專注在重要之事」他被任命為卡伊與通布图區域的司令，直到1894年秋返回法國，擔任陸軍發明委員會的秘書。他不久後再次前往海外，在约瑟夫·加列尼將軍的麾下參與征服馬達加斯加，負責建設法軍據點的防禦工事。他在平定叛亂中表現出色，但因為巴黎當局與殖民軍的矛盾被召回本土。1901年1月，霞飛被晉升為准將，並在1902年4月再次前往馬達加斯加作戰。1903年春，他返回法國並被授予榮譽軍團司令勳章。他接著擔任駐扎在萬塞訥的第19騎兵旅旅長，在1904年調任至巴黎陸軍部擔任工程總監，然後擔任第六步兵師師長。1908年，他被任命為第二軍團司令。

## 戰爭委員會
霞飛在1910年3月成為「最高戰爭委員會」八名委員中的一員，負責軍隊補給與通信方面。此時的法國軍隊高層組織十分複雜，「最高戰爭委員會」的主席由法國總統擔任，但真正決策者為副主席，有諮詢動員、訓練與戰爭計畫的權限，但後者在承平時期無指揮權，而是由陸軍總參謀長在和平時期負責日常指揮。這項措施雖然讓文官政府完全控制軍權，但陸軍總參謀長、最高戰爭委員會副主席被分割的職權與兩人互相獨立的格局，使法軍的高層指揮權置於分散且低效的局面。1911年，時任最高戰爭委員會副主席維克托-康斯坦‧米歇爾將軍大幅修改「十六號計畫」，按照該計畫：50萬部隊將部署在法國與比利時邊境上，戰爭爆發後立即進入比利時境內迎擊德軍右翼部隊；30萬部隊將部署在凡爾登西北方，迎擊經比利時東部和盧森堡一帶包抄來的德軍；20萬部隊將部署在巴黎，隨時準備增援上述兩股部隊；而阿爾薩斯-洛林地帶的法國與德國邊境，法軍僅需部署少量部隊扼守要塞地帶。他還建議大規模改組军队，將常備軍與預備役在团级进行一比一混合以大幅增加法軍人數。然而该計畫並未得到戰爭部長或委員會同事們的支持，最終使其黯然下台。

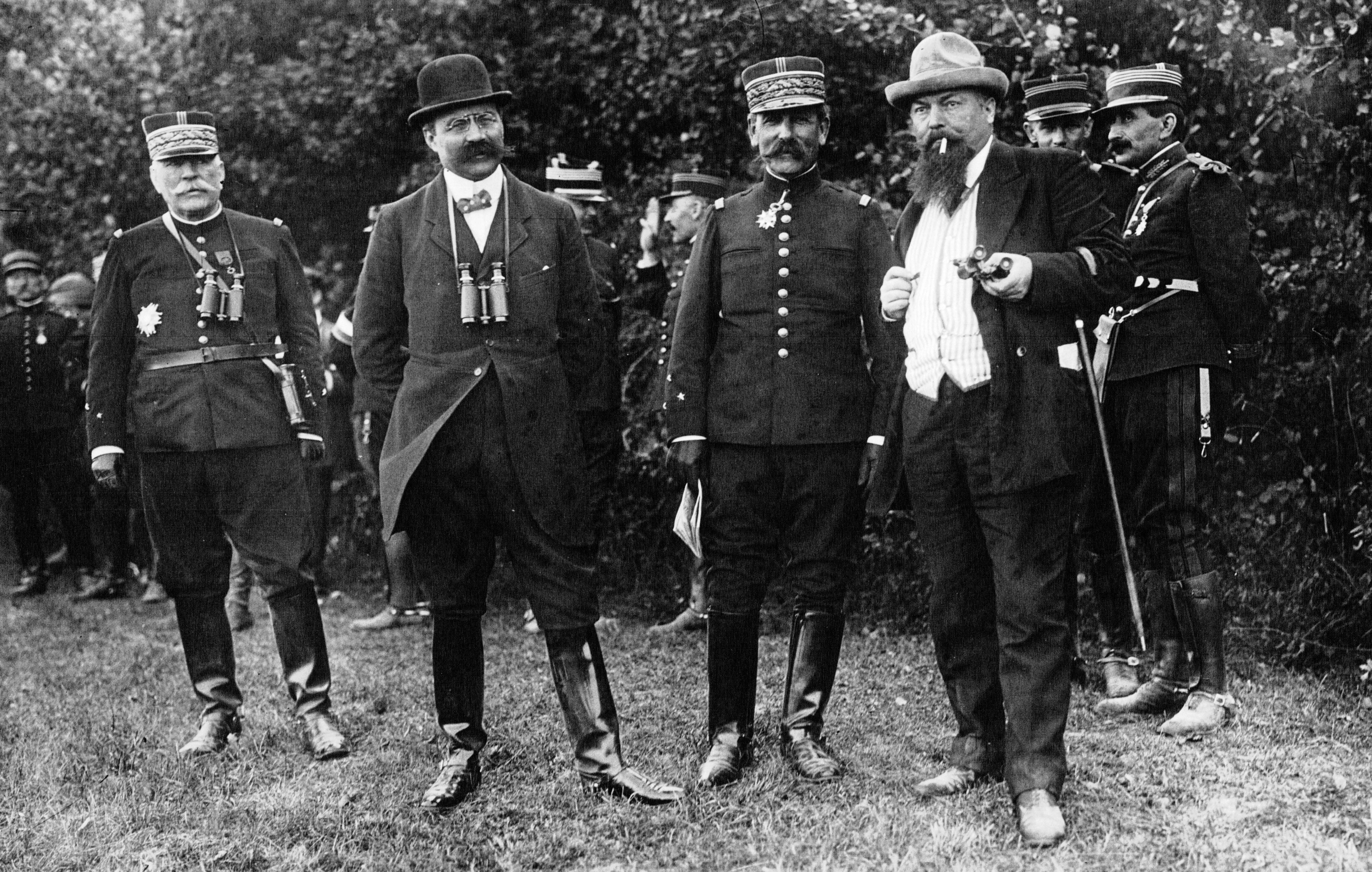
1911年法军演习期间的最高战争委员会成员，左起第一位是霞飞

1911年7月28日，霞飛被任命為新一任「最高战争委员会」主席，亦擔任陸軍總參謀長，成為第三共和國立國以來第一位全權總司令。霞飛上任時正值第二次摩洛哥危機期間，由於擔心戰爭即將到來，他僅修改「十六號計畫」中的主要缺陷，將法國與義大利邊境的部隊調往東北部，將預備隊部署在邊境附近，以擁有與當面德軍相當的士兵數量。1913年10月，霞飛頒布在後世飽受爭議的《大型部隊運用條例》與《野戰條令》，前者建議高級指揮官在戰役層面應盡可能取得快速勝利，強調「精神力量」的重要性，但也討論防線、砲兵步兵配合；後者則建議基層指揮官在步兵戰術層面應結合運用火力與機動，砲兵必須摧毀步兵推進前的障礙。1914年2月霞飛向法國各軍團司令發布「十七號計畫」的具體內容，按照該計畫：第一軍團（下轄第1、第8、第13、第14、第21軍，以及兩個師）部署在阿尔萨斯邊境前，由四個預備師組成的集群擔任預備隊，第二軍團（下轄第9、第15、第16、第18、第20軍）部署在洛林邊境前，由三個預備師、兩個騎兵師組成的集群擔任預備隊，上述兩個軍團組成的法軍右翼將向阿爾薩斯-洛林進攻。而在戰線中央及左翼部分，第三軍團（下轄第4、第5、第6軍，以及四個師）將連接法軍兩翼攻勢，與梅斯地區的德軍對峙，第五軍團（下轄第1、第2、第3、第10、第11軍，以及三預備師）則將依據德軍動向實行不同方案，如德軍右翼經比利時向法國進攻，就集中兵力進入比利時與德軍正面作戰；如德軍右翼沿盧森堡東部南下進入洛林地區，就移動部隊到第三軍團左翼從盧森堡進攻德軍側後方。最後，作為總預備隊的第四軍團（下轄第12、第17、殖民軍，以及一個師）則視情況加入第三或第四軍團的作戰。

## 第一次世界大戰

### 邊境戰役

邊境戰役法德兩軍態勢圖

1914年7月底，第一次世界大戰爆發，德意志帝國駐法大使威廉·馮·舍恩遞交對法宣戰書，德軍開始實行總參謀長小赫爾穆特·馮·毛奇的戰略進攻計劃，經低地地區入侵法國。霞飛得知德軍入侵盧森堡後，下令正在第二、第三軍團後方集結的第四軍團移動到第三軍團與第五軍團之間，準備進攻凡爾登以北，並通知第五軍團作戰計畫改變。8月4日，德國入侵中立國比利時，比利時政府向法國與英國求援，法軍越過比利時國境，霞飛也從巴黎轉移到维特里勒弗朗索瓦的「最高司令部」。霞飛並未打算立即發動作戰，他雖然知道德軍的主攻方向是比利時，但因為法俄同盟之間的戰略合作，他決定在8月14日對阿爾薩斯-洛林發動牽制攻勢，以配合俄羅斯帝國在東線的攻勢。在此之前，霞飛試圖透過一場小規模勝利來提振國民士氣，在8月7日下令第7軍向阿爾薩斯-洛林的米卢斯進攻，但該軍在短暫佔領該城後就被德軍擊退。
8月14日，第一、第二軍團與東線俄軍同時發動攻勢，霞飛意圖利用這兩個軍團對洛林發動輔助攻勢，將德軍引向南方，然後用左翼部隊擊垮德軍中央，威嚇正在比利時進軍的德軍右翼。第一軍團派遣兩個軍進入孚日山脉、兩個軍向薩爾堡推進，而第二軍團則派遣兩個軍部署在前者左側、剩餘部隊向莫朗日推進，兩軍團在第一天都進展順利。法軍接下來幾天繼續向前推進，直到8月20日德軍發動反攻，法軍被迫一路撤回本土，但在幾天後的沙爾姆峽戰役阻止德軍繼續進攻。8月21日，第三、第四軍團開始行動，第四軍團渡過瑟穆瓦河朝訥沙托推進，第三軍團則分為兩部，一部在第四軍團旁共同進攻、一部負責防禦梅斯地區的德軍，上述兩軍團的作戰目標為擊潰比利時南部列日與巴斯托涅之間的德軍，然後轉向進攻德軍主攻部隊的左翼。8月22日，法軍進攻部隊在阿登地區與德軍交火，第三、第四軍團均表現不佳，法軍在隔天撤回出發位置，霞飛的戰略計畫破產。此時部署在桑布尔河附近、以那慕爾為中央的第五軍團也與德軍相遇，在8月22日的沙勒羅瓦戰役中戰敗，向南撤退以防被德軍包圍。
霞飛在8月24日下令法軍左翼撤退到莫伯日、梅濟耶爾、凡爾登一線，但之後修改為撤退到亞眠、兰斯、凡爾登一線。霞飛在組建第九軍團填補第五軍團與第四軍團之間的缺口後，決定在左翼的英國遠征軍旁建立一支部隊，包圍德軍主攻部隊的右翼。當左翼的英軍退到努瓦永並趨向第五軍團的後方時，他趕忙在左翼組建第六軍團。8月27日，霞飛向法軍將官發布《使用砲兵的指示》，要求法軍佔領支撐點後，立即建築防禦工事，配置砲兵就地防守，而步兵與砲兵部隊需緊密協同作戰。他還批評現有作戰方法，表示：「他們（法軍）排成數量眾多且密集的部隊，立即暴露在敵軍火力之下，因傷亡過大停止進攻，最終被德軍反擊擊敗。」之後，霞飛接收到英軍的壞消息，下令第五軍團對聖康坦發動反擊，以減輕英軍面對的德軍進攻壓力。8月29日上午6時，第五軍團向德軍第二軍團進攻，起初重創德軍的進攻部隊，但迫於壓力仍向後徹。後來原在左翼的德斯佩雷第一軍移動到中路，趁夜發起反擊，奪回上午丟失的村莊，並佔領原訂次日的目標。9月1日，霞飛下令第四、第五軍團撤退到塞納河與奧布河以南，第六軍團撤到巴黎，英國遠征軍撤到巴黎以東。同時法軍右翼第一、第二軍團的部隊也從南錫周遭調派至巴黎。

### 馬恩河戰役
霞飛藉由遣兵調將，在9月初已消除法軍左翼對德的兵力劣勢。德軍「強大的右翼」（第一、第二、第三軍團）在8月對比法國第五軍團與英國遠征軍有100個步兵營與170個砲兵連的優勢，但在抵達馬恩河時德軍右翼（第一、第二軍團以及第三軍團半部）對比法軍左翼（第五、第六、第九軍團）已有200個步兵營與190個砲兵連的劣勢。9月3日，霞飛發布《第五號總指令》，下令第三、第四、第九軍團停止撤退就地防守，並視情況參與9月6日的反攻。9月4日晚上10時，他又發布《第六號總指令》，下令法軍左翼在9月7日發動總攻，其中第六軍團將渡過烏爾克河向蒂耶里堡推進、英國遠征軍將向蒙米拉伊推進、第五軍團將沿庫爾塔孔-埃斯泰爾奈-塞扎訥一線推進、第九軍團則將在聖貢德沼澤掩護第五軍團的右翼。之後他因為巴黎軍政長官约瑟夫·加列尼的建議，做出將主攻時間更改為6日這件令他後悔的決定。9月5日，霞飛在塞納河畔沙蒂永的總部向參謀人員表示：「紳士們，我們將在馬恩河戰鬥。」

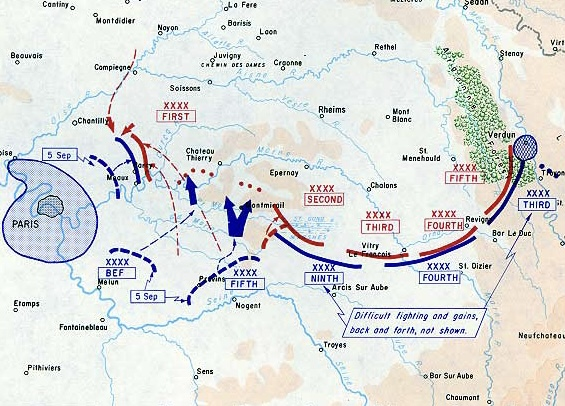
馬恩河戰役（9月5日至9日），圖中協約國軍由西至東分別為：第六、英國、第五、第九、第四、第三軍團

9月5日，法國第六軍團的前鋒在前往烏爾克河途中遭到德國第4預備軍出乎意料的攻擊，讓德國第一軍團司令克魯克注意到軍團的右翼過於空虛，馬恩河戰役比霞飛的意圖提前一天爆發。9月6日破曉，98萬法軍與10萬英軍對凡爾登到巴黎之間的75萬德軍進攻，普恩加萊總統口中的「已知人類史上最偉大的戰役」爆發。法國第六軍團率先進攻，但很快遭到德國第4預備軍與第2軍的抵抗，被阻擋在尚布里-貝斯一線；法國第五軍團也發動進攻，在中午與敵接戰；英國遠征軍則在法國騎兵軍的幫助下，在晚間左翼抵達大莫蘭河、右翼抵達佩扎爾什。9月7日上午7點，法國第六軍團司令莫努里下令進攻，以支援法國第五軍團向德軍後方挺進，但被迎面的敵軍全力抵抗，未能取得任何進展。同時法國第五軍團成功牽制住德國第二軍團，使德國第一、第二軍團之間出現缺口。然而，法軍中央與右翼部隊陷入危機，法國第九軍團的中央與右翼在重壓下撤退，法國第九、第四軍團之間四十公里的空隙只由一個師防禦，法國第四、第三軍團之間的連接險些斷裂。霞飛為了緩解壓力，再次從正在孚日山脉作戰的法國第二軍團抽調兵力，先加強第三軍團，然後加強第六軍團。9月8日，法國第六軍團繼續承受德國第一軍團的猛攻，法軍中央與右翼部隊都逐漸穩定下來，法國第五軍團與英國遠征軍開始突入德國第一、第二軍團之間的缺口。9月8日晚間，霞飛發布《第十九號總命令》，下令第六軍團繼續嚴守，牽制德國第一軍團；英國遠征軍渡過馬恩河，進攻德國第一軍團左翼；第五軍團以左翼掩護英國遠征軍，以右翼掩護第九軍團，準備在中央以主攻部隊追擊德軍。9月9日，法國第六軍團繼續被德軍猛攻，其陣線被壓制成直角，與右側的英國遠征軍失去連結。法國第九軍團也在被德軍進攻，勉強維持住防線。法國第五軍團與英國遠征軍則進展順利，基本已嵌入德國第一、第二軍團之間。9月10日上午，當法軍開始進攻時，發現德軍已在前一天晚撤離。之後兩天，除了法國第三、第四軍團面前德軍仍有抵抗外，僅剩下掃蕩敵軍後衛的零星戰鬥。

### 轉入塹壕戰
霞飛之後下令法軍左翼包抄德軍，但精疲力盡的法軍未能達成戰鬥目標，讓德軍撤到埃纳河以北。協約國軍接著進攻埃納河北岸的德軍防禦工事，但是傷亡慘重，並且毫無進展。法軍之後嘗試向西移動包抄德軍側翼，同時德軍也嘗試向西包抄法軍側翼，雙方不斷迂迴機動。霞飛此時利用法國高效的鐵路系統，將數個軍從右翼移動至左翼，並指派第二軍團司令卡斯泰爾諾將部隊移轉至第六軍團左側的。9月20日，德軍進攻法國第六、第五、第三軍團，但霞飛專注於法國第二軍團對德的側翼進攻。9月24日，第二軍團包抄德軍右翼失敗，迫使霞飛繼續抽調部隊支援該部。10月2日，卡斯泰爾諾告知霞飛他們將放棄里尔，霞飛對此非常不滿，將第二軍團左側的集群升格為第十軍團，並任命原第九軍團司令福煦為第二軍團及第十軍團的總司令。之後，協約國軍與德軍都無法包抄對方，雙方重新部署部隊，結束「奔向大海」。
10月20日早，佛兰德的德軍主力部隊猛烈打擊協約國的中央防區；次要部隊則打擊艾泽尔河的比軍，迫使其開閘放水阻擋攻勢。之後，德軍對伊珀尔突出部發動攻勢，經過幾天的頑強進攻後在不同地段實施突破。但由於霞飛不斷調派部隊增援，德軍進攻勢頭趨緩，在11月中旬放棄進攻。之後，一條從大西洋延伸至瑞士邊境的前線誕生，雙方在這條漫長的戰壕中對峙，大量部隊轉入陣地防禦。然而霞飛認為，轉入陣地防禦是一項迫不得已的措施，是為總進攻準備條件。12月8日，霞飛下令在香槟與阿圖瓦突破德軍陣線，但很快就因進攻過於分散在1月叫停。霞飛隨後檢討，認為戰鬥失利的主因是準備不足，如果準備得周密詳細一些，鑑於德軍正向東部轉移，發動一次成功的突破攻勢完全是可行的。

### 1915年的攻勢

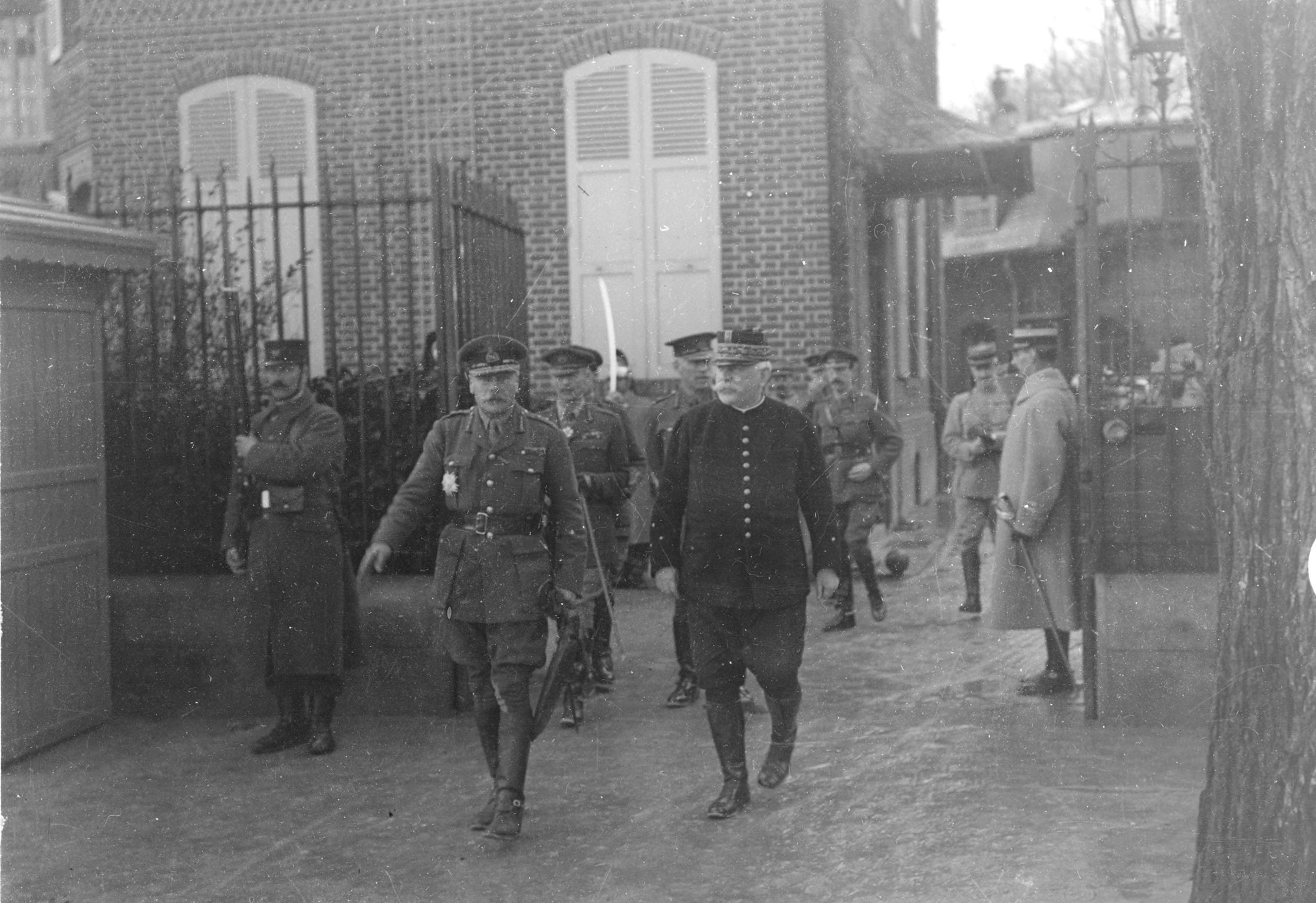
霞飛與黑格

1915年1月中旬，霞飛擬定對德作戰的整體戰略，按照該計劃，協約國將在1915年春對德軍突出部發動兩次攻勢，法國第四軍團將對香檳突進，法國第十軍團及英國第一軍團則將向阿圖瓦突進。之後，霞飛因協約國供彈量不足，於是取消對阿圖瓦的攻勢。2月16日，法國第四軍團對德國第三軍團進攻，但在接續一個月都未能突破德軍陣線，於3月17日停止進攻。與此同時，英軍在里爾以南的新沙佩勒發動一次與戰略計劃不符的攻勢，同樣也是一無所獲。4月5日，法國第一軍團對圣米耶勒突出部南北兩側發動向心攻擊，但因爲進攻部隊配合不佳，再度宣告失敗。4月22日，同樣想要突破敵軍陣線的德国总参谋部對英國第三軍團與法國第二十軍的銜接處發動進攻，並施放大量毒氣輔助進攻部隊。然而德軍雖成功打開敵軍缺口，卻因為缺乏預備隊停止攻勢。
之後，霞飛決定再一次發動攻勢，「以中央攻擊突破的一點，為從陣地戰過渡到運動戰創造條件」。他先總結春季攻勢時得到的經驗，在4月16日與5月2日分別發出作戰細則，提到步兵應在砲兵破壞敵軍陣地後立刻進攻。按照最終計劃，法國第十軍團將在阿拉斯進攻，英國第一軍團將在新沙佩勒進攻，兩軍同時向杜埃方向突破。5月9日，法國第十軍團對德軍陣地進攻，在當天結束前打開一個正面6公里寬、縱深4公里長的突破口。5月10日，法軍再次發動攻勢，但在接下來幾天因德軍預備隊抵達進攻效果不彰，於5月15日停止攻勢。與此同時，英國第一軍團在新沙佩勒的攻勢受挫，從5月9日至5月25日僅推進600米。6月16日，法國第十軍團發動新一輪的進攻，但因為德軍防禦增強，戰果遠不如第一次進攻。協約國高層對於此次聯合作戰相當不滿，雙方經過討論協商後，英軍同意增加其西線部署兵力，但再度拒絕將其部隊納入統一指揮。
7月7日，法國戰爭部長米勒蘭的協約國戰爭會議在尚蒂伊召開，與會者有霞飛、英軍總司令弗倫奇、俄國駐法武官伊格納季耶及其他協約國軍事代表團。霞飛在會議中指出，協約國不該將戰爭勝利的希望侷限於一個戰區，而應該在西線、東線、巴爾幹統一行動。會議按照此指導思想擬定1915年下半年對德作戰的整體戰略，按照該計劃，法軍與英軍將在西線實施新一波攻勢，以幫助此時深陷頹勢的俄羅斯帝國。霞飛與各軍團司令於7月12日商議，決定在香檳及阿圖瓦發動兩股攻勢，目的是突破敵軍防禦，為協約國在總攻過程合圍與殲滅法國北部的德軍創造條件。香檳地區的進攻部隊將是贝当的法國第二軍團及朗格勒的法國第四軍團，共計32個步兵師與5個騎兵師，有2,440門各類火砲；而阿圖瓦地區的進攻部隊將是迪爾巴的法國第十軍團及黑格的英國第一軍團，共計27個步兵師與3個騎兵師，有2,350門各類火砲。8月下旬，英國政府同意將法軍置於霞飛指揮之下，隨後霞飛下令中央集團軍司令卡斯泰爾諾指揮法國第二軍團及第四軍團，北方集團軍司令福煦指揮法國第十軍團及英國第一軍團。9月14日，霞飛向各軍團司令下達進攻前的最後指示，寫道：「進攻應該是總攻......參加進攻的各部隊的任務不僅是奪取敵人的錢前沿掩體，而且要日以繼夜地穿過第二線和第三線，到達開闊地。」
9月25日上午9時15分，法國第二軍團及第四軍團發動進攻，起初取得極好的戰果，但因為德軍的防禦工事與火砲，原先有組織的進攻變成了零星的分散攻擊，部分法軍突入德軍第二線陣地，但很快就被擊退，雙方持續多天激烈交火，最終法軍在10月7日叫停攻勢。之後，法軍擊退德軍的反攻，在佔領區域設防固守。與此同時，阿圖瓦的法國第十軍團及英國第一軍團也面臨著相同情況，攻入德軍陣地後就因爲德軍頑強的防守失去衝擊力，無法突破德軍陣線。霞飛長時間籌備，旨在實現「戰略大突破並以解放法國本土為既定目標」的秋季作戰失敗。

### 凡爾登與索姆河
1915年12月6日至8日，霞飛主持的協約國戰爭會議在尚蒂伊召開，他向與會來賓提交其擬定的作戰計劃，協約國將在西線、東線、意大利線三個區域發動協同攻勢，削弱並突破德奧兩國的防禦。12月底，霞飛會唔英國遠征軍司令黑格，決定隔年西線戰場的作戰計劃。雙方對預定的作戰區域有不同意見，霞飛認為法軍與英軍應該在索姆河南北進攻；而黑格認為英軍應該在佛兰德進攻，法軍在索姆河更南進攻，最終霞飛的方案勝出。之後，霞飛提出英軍應在4月底及5月底先行在索姆河以北發動兩次攻勢，損耗德軍的人力，讓法軍後續的總體攻勢能進行地更順利。但此計劃很快就因黑格的反對而被摒棄，修改成兩軍皆在7月1日進攻。按照計劃，三個法軍軍團（第十軍團、中央軍、第六軍團）將與綽號「基奇纳的新軍」的兩個英軍軍團共同作戰。聯軍預定在拉西尼到埃比泰恩70公里長的正面上突破，並將西線百分之五十的重砲與百分之四十的航空兵調至戰場協同作戰。作為主力的法軍將在佩罗讷、聖康坦與拉昂實施突擊，粉碎德軍在「努瓦永突出部」與埃納河地帶的主要部隊；英軍則在巴波姆、康布雷與瓦朗謝訥實施突擊，擊敗在阿拉斯與利斯河地帶的德國北方集團軍。

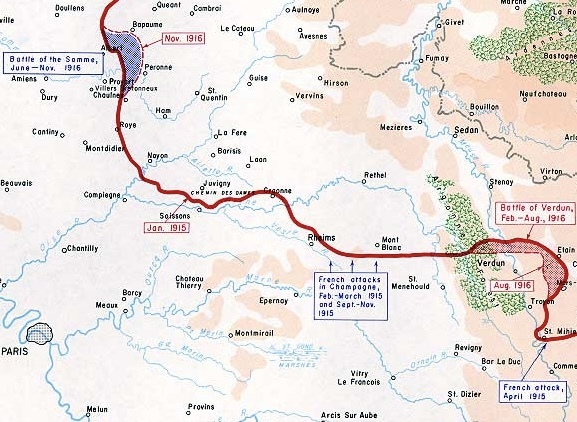
1916年西線態勢圖

1916年2月10日，德軍展開「審判行動」，目標是佔領凡爾登防區。霞飛雖然曾在一月派遣卡斯泰爾諾將軍前去視察凡爾登，並加強該處的防禦，但當德軍開始行動時，他仍不在乎德軍在此的動向，即使到2月21日法德兩軍開始交火時，他也僅將此視為德軍的佯攻。2月24日，霞飛派遣卡斯泰爾諾前往凡爾登，下令「不顧一切代價」將敵軍阻攔在默兹河右岸。2月25日下午3時30分，卡斯泰爾諾電聯霞飛建議讓貝當擔任凡爾登地區司令，霞飛在一個小時後批准。霞飛此時已意識到德軍在凡爾登的作戰可能「影響戰爭結局」，開始抽調部隊至凡爾登。霞飛為此削減原定用於索姆河計劃的部隊，作戰寬度由70公里長下降至40公里，第一波攻勢的法軍作戰部隊僅剩法約勒將軍的第六軍團。根據最終計劃，英國第四軍團將擔任主攻部隊，法國第六軍團與英國第三軍團則在其南北兩翼輔助。7月1日，協約國在索姆河戰區發動攻勢，北面的英軍死傷慘重，南面的法軍則取得重大突破。之後，法軍的攻勢也被擋住，原定的攻勢作戰逐漸成了消耗戰。截至8月底，英軍已傷亡近20萬人、法軍8萬餘人、德軍20萬餘人，不少位於凡爾登的德軍部隊都被轉移至索姆河。9月初，協約國在索姆河又發動一次大型攻勢，但在初期突破後又深陷泥沼。9月13日，霞飛直言：「英國人靠不住......只能靠我們（法國人）自己」，他決定在凡爾登發動一次反攻。11月，索姆河區域的英法聯軍停止攻勢；12月，凡爾登區域的法軍收復大部分東岸陣地。

### 失勢
在霞飛準備1917年的西線攻勢時，德軍出乎意料地擊潰羅馬尼亞，在12月6日攻下首都布加勒斯特。羅馬尼亞的崩潰導致協約國從北面入侵保加利亞的計劃破產，霞飛在11日叫停協約國東方集群司令薩拉伊在南面薩洛尼卡的攻勢。霞飛此時已因為1916年作戰不力被議會調查，戰爭部長羅克提交了一份關於薩洛尼卡地區法軍的報告，認為應該解除霞飛對該地區部隊的指揮權。羅克隨後更近一步，建議廢除總司令之位，將霞飛置於戰爭部長之下，但被總理白里安否決，羅克被解職。然而白里安意識到如果他再不重組軍隊指揮層，他的政府將會垮台，於是他決定將西方戰線與巴爾幹戰線的法軍指揮權分開，分別任命一位戰區司令。之後，白里安向霞飛表示，他將授予他法國元帥的殊榮，並讓他繼續決定「戰爭走向」，霞飛同意了。12月13日，白里安的新內閣出爐，摩洛哥總督利奥泰被任命為戰爭部長，霞飛成為「法軍總司令、政府軍事技術顧問、戰爭委員會顧問」，而第二軍團司令尼維爾成為西線法軍總司令。霞飛意識到情況不對勁，他說道：「這不是他們向我承諾的。」之後，代理戰爭部長告知霞飛他並無實權，僅有對戰爭委員會的建議權，霞飛被架空了。12月26日，霞飛被授勳法國元帥，然後辭職。
1917年4月，霞飛與外交使團從布雷斯特出訪美國。他在美國受到廣泛歡迎，在國會兩院發表演說，並與美國總統威尔逊長談。之後，他面見美軍人員，向他們提供諸多現代戰爭的建議，並討論美軍入歐後的決定。回到法國後，他雖然不再擔任指揮，但仍頻頻與軍方高層接觸，並在其好友福煦被任命為協約國總司令時向其祝賀。

## 晚年
戰後，霞飛成為歐洲各國家喻戶曉的人物，1919年被選為法兰西学术院和美国艺术与科学院院士。他先是走訪了法國各地，主持數百場退伍軍人會議。然後前往羅馬尼亞與西班牙慰勞感謝兩國的幫助，並授予兩國君主軍事勳章。1921年，他前往亞洲訪問暹羅、印度支那、日本及中國。晚年霞飛居住於巴黎蓬佩街115號，专心撰写回忆录，兩位好友法约尔和福煦元帅都先他一步离世。1930年，他罹患動脈炎，在同年12月19日被迫截去右腿。1931年1月3日上午8時，霞飛元帅留下遗言：「我非常愛我的妻子......我從未傷害過任何人」，最终于8時23分在診所中去世，享壽78歲。

## 評價

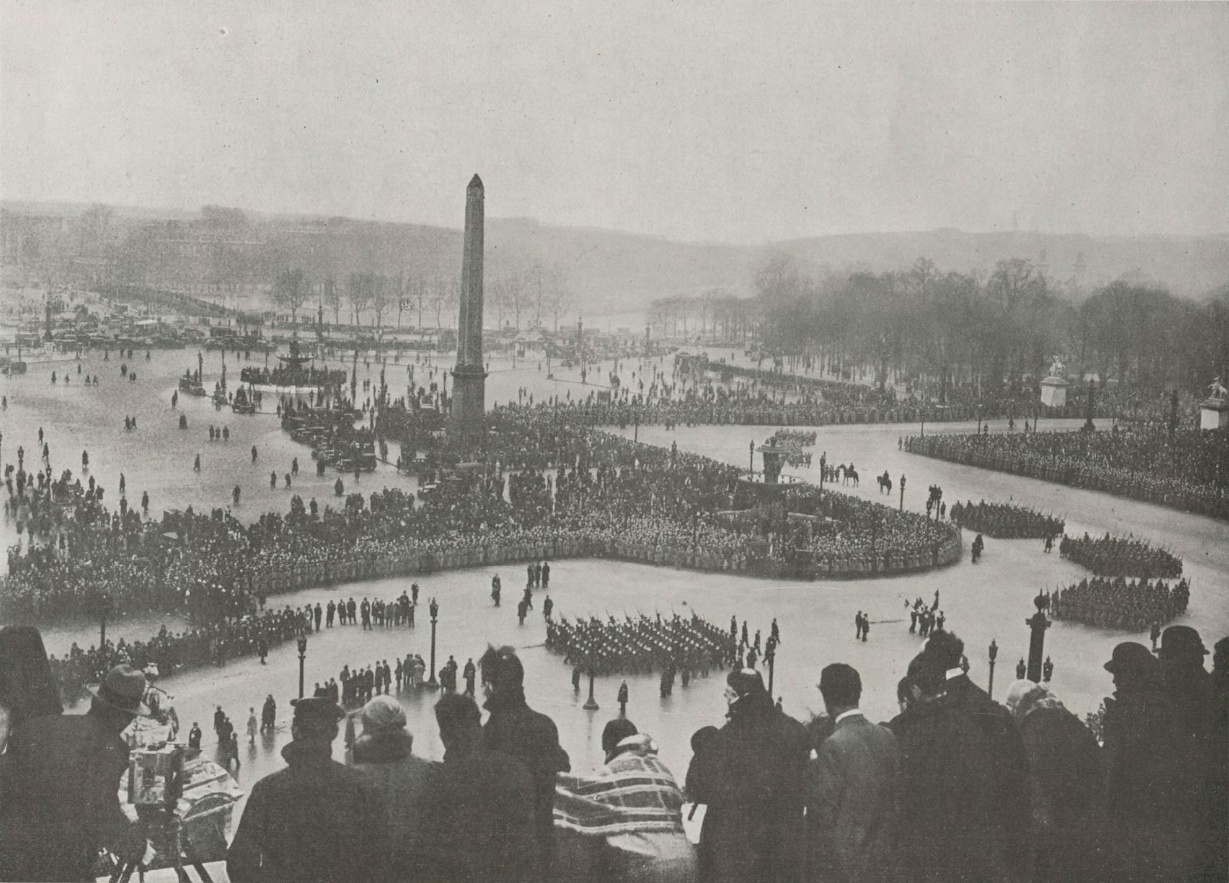
霞飛的告別式

霞飛的歷史定位在史學界中向來頗受爭議，反霞飛派與擁霞飛派都能提出大量有利於己方的論點。過去，反霞飛派大行其道，他們對霞飛的批判主要集中在下列二點：一、他制定的「十七號計劃」導致法軍在戰爭初期作戰方向錯誤；二、他發動的許多攻勢既無成功又代價高昂。然而隨著過去幾十年的修正史學，許多錯誤觀點得到修正，於是許多歷史學者開始將霞飛視為協約國戰略的正面因素。
英國軍事歷史學家B·H·李德哈特與J·F·C·富勒是兩位最著名的反霞飛派，兩者抨擊最多的就是霞飛親自制定的戰爭計劃。對於計劃，前者認為霞飛讓「全面進攻」學派掌控了法國軍事組織，其制定的「十七號計劃」是對歷史經驗與嘗試的否定，並有「雙重錯誤」的計算，按照他的說法：一、法軍過於低估德軍兵力，導致發動攻勢時並不擁有優勢兵力，無法完成突破。二、法軍誤估德軍主攻方向，將攻勢目標設定在南面的洛林，而不是北面的比利時；後者認為霞飛只是「全面進攻」學派的傀儡，其計劃內容是極為單純的攻勢至上主義，以全面進攻為綱，毫無靈活性。後來許多反霞飛派皆是受二者的影響，繼續提出「十七號計劃」在戰略上完全錯誤的論點。兩人的後輩英國歷史學家約翰·基根在其著作《一戰史》寫道：「第十七號計劃......給德國『送大禮』。它計劃輕率地越過法德共同邊境，開進洛林並向萊茵河進軍，根據施里芬的判斷，這段法國而言是最為不利的。」然而過去幾十年的修正史學推翻了上述論點，霞飛的計劃並不死板，他的攻勢目標也不是李氏與富氏臆想的洛林，而是德軍中央的阿登山區。根據法國軍事歷史學家安德烈·布拉紹將軍的說法，霞飛的計劃根本不死板，擁有相當廣泛的選擇空間可應對任何可能的威脅。法國上將安德烈·薄富爾寫道：「第十七號計劃實際上只是一種集中計劃，它可以根據對於敵軍行動的假想而來作各種不同的適應。」最後，根據美國歷史學家羅伯特·A·道蒂的說法，霞飛的計劃是對洛林發動輔助攻勢，將德軍引向南方，然後用左翼部隊擊垮德軍中央，威嚇正在比利時進軍的德軍右翼。

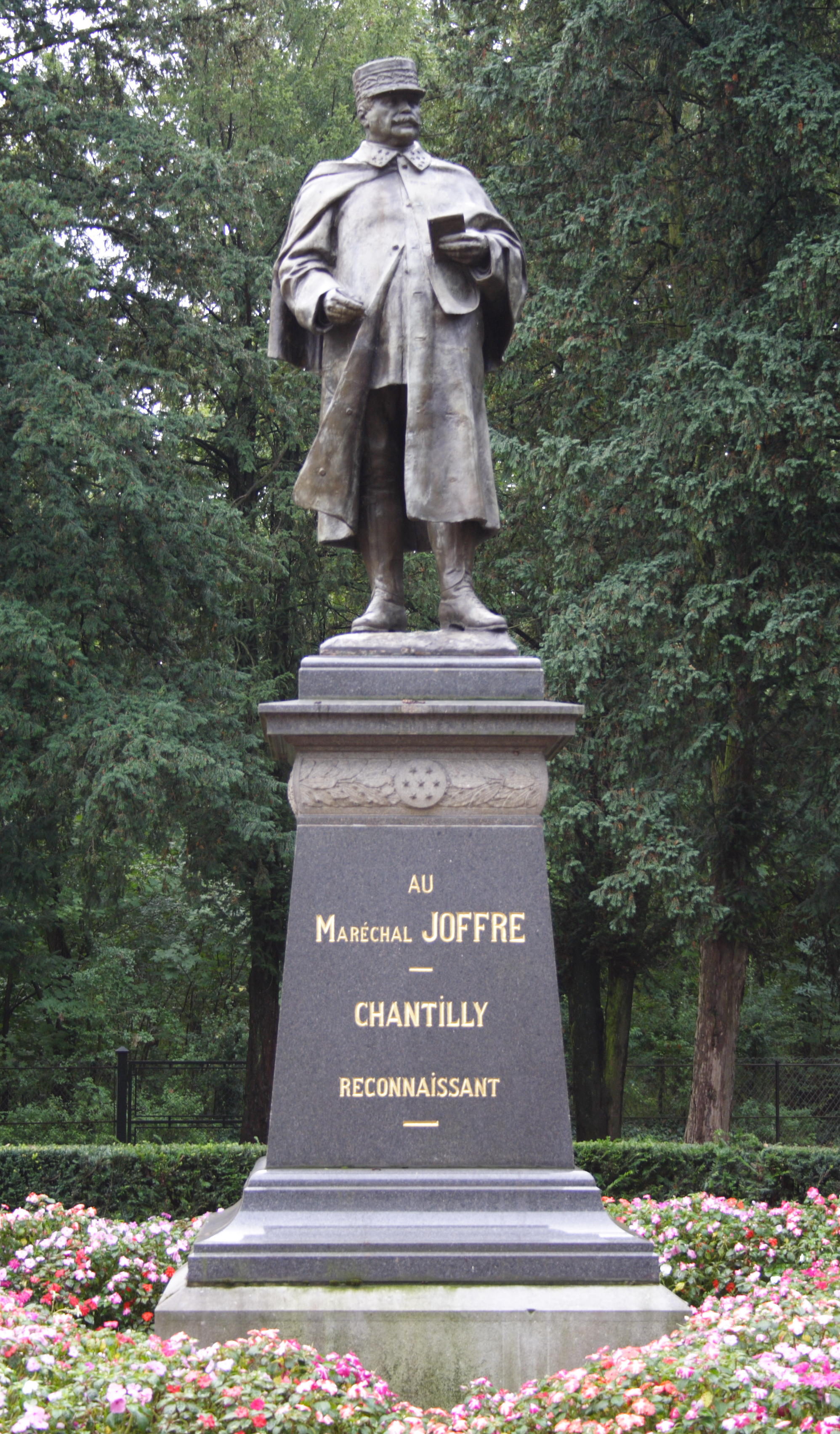
尚蒂伊的霞飞纪念碑

上述二者還猛烈批評法軍中的「全面進攻」學派及霞飛本人的軍事能力。富勒等人認為總參謀部作戰處處長格朗邁松為代表的「全面進攻」學派一種軍事邪教，主張他們的主要原則是僵化的攻勢至上主義，不承認任何除了進攻以外的戰法。而霞飛本人只是他們「一個理想的傀儡」，對於實際作戰的設想猶如空中樓閣。而李德哈特則寫道：「霞飛的遲鈍與毫無戰爭研究經驗使他成為一個當代的德尔斐神谕者。這個軍事教團以卡斯泰爾諾為主教，格朗邁松為智囊，而霞飛則是傳聲筒......霞飛不是一名將軍，而是一個國家精神上的鎮定劑。」當時的其他學者也認為霞飛與格朗邁松制定的法軍條令相當愚蠢，以至於忽視了現代化武器的巨大殺傷力，反而片面強調精神因素，導致法軍步兵「排成密集隊形向德軍火力網衝擊」，遭到令人驚愕的傷亡。然而有歷史學者認為，格朗邁松的進攻思想是為軍級以上作戰準備的，而不是基層部隊。他反而在戰術手冊中寫道：「我們將小心從事......我們絕不能在不利地形上與敵軍發生接觸。我們必須掩護好自己的側翼......我們如果過於眼界狹窄地關注步兵本身的戰術而不是步砲協同的話，將會誤入歧途。」至於霞飛，在其頒布的《大型部隊運用條例》與《野戰條令》中，也不乏討論防線、砲兵步兵配合的內容，也建議基層指揮官在步兵戰術層面應結合運用火力與機動，砲兵必須摧毀步兵推進前的障礙。可見兩人的戰術思想完全不是簡單的刺刀衝鋒，李氏、富氏及一干法國將軍對霞飛與格朗邁松的惡毒攻擊是極為失實的。
至於史學界對霞飛的整體評價，法國歷史學家安德烈·布拉紹將軍寫道：「霞飛是一位有能之人，而不是天才，他勇敢但缺乏想像力。」英國歷史學家威廉·菲爾波特同意上述評價，但認為霞飛的戰略能力很大程度地低估，他寫道：「霞飛證明了自己是一位穩重但固執的指揮官，他冷靜、堅定、機敏及果斷......協約國後續作戰的成功奠基於他。」法國歷史學家安德烈·薄富爾也寫道：「（霞飛）無懼的性格，有彈性的現實心靈，在戰略階層的無缺點行動能力。憑藉其堅強的人格，他能夠抵消一切的不利因素。他證明在歷史網的編織過程中，指揮官所扮演的角色是如何的具有決定性。」中國軍事歷史學家鈕先鍾則總結道：「霞飛即令是瑜不掩瑕，但僅憑他這種臨危不亂、鎮定如常的性格也就足以垂名青史，列入世界名將之林。」

## 註腳
1. 1 2 3 4 5  Krause & Philpott（2023年），第24页
2. ↑  Varillon（1956年），第16页
3. ↑  Varillon（1956年），第18页
4. ↑  Conte（1991年），第14页
5. 1 2  Varillon（1956年），第19页
6. 1 2 3 4 5  薄富爾（1996年），第36页
7. ↑  Conte（1991年），第28-29页
8. 1 2  Varillon（1956年），第22页
9. ↑  Conte（1991年），第31-33页
10. 1 2  Conte（1991年），第53页
11. ↑  Varillon（1956年），第28页
12. 1 2  Varillon（1956年），第29页
13. ↑  Conte（1991年），第54页
14. ↑  Conte（1991年），第56页
15. 1 2  Varillon（1956年），第29-30页
16. ↑  Varillon（1956年），第35-47页
17. ↑  Conte（1991年），第80页
18. 1 2  Varillon（1956年），第55页
19. ↑  Porte（2014年），第84页
20. ↑  Conte（1991年），第97页
21. 1 2  张大卫（2018年），第127页
22. ↑  Greenhalgh（2014年），第10页
23. 1 2  张大卫（2018年），第130页
24. 1 2  薄富爾（1996年），第37页
25. ↑  Conte（1991年），第102页
26. ↑  张大卫（2018年），第133-135页
27. ↑  张大卫（2018年），第137页
28. 1 2  Greenhalgh（2014年），第19页
29. 1 2  张大卫（2018年），第143-145页
30. 1 2  Greenhalgh（2014年），第26页
31. 1 2 3  张大卫（2018年），第157页
32. ↑  Doughty（2008年），第37-40页
33. ↑  Doughty（2008年），第53页
34. 1 2  薄富爾（1996年），第40页
35. ↑  Doughty（2008年），第55页
36. 1 2  Doughty（2008年），第56页
37. 1 2  Greenhalgh（2014年），第38页
38. 1 2  Doughty（2008年），第57页
39. ↑  林挺生a（2019年），第78页
40. ↑  Doughty（2008年），第60页
41. ↑  基根（2014年），第78页
42. ↑  Doughty（2008年），第62-63页
43. ↑  Greenhalgh（2014年），第40页
44. ↑  Doughty（2008年），第64-65页
45. ↑  Doughty（2008年），第66-68页
46. ↑  张大卫（2018年），第161页
47. ↑  Greenhalgh（2014年），第42-43页
48. ↑  Doughty（2008年），第74页
49. 1 2 3  Doughty（2008年），第77页
50. 1 2  薄富爾（1996年），第42页
51. ↑  羅斯圖諾夫（1982年），第316页
52. ↑  梅尔（2011年），第106页
53. ↑  Doughty（2008年），第79页
54. ↑  Clayton（2015年），第43页
55. ↑  Doughty（2008年），第80页
56. ↑  基根（2014年），第89页
57. ↑  Doughty（2008年），第81-82页
58. ↑  Greenhalgh（2014年），第45页
59. ↑  Herwig（2009年），第219页
60. 1 2 3  Herwig（2009年），第229页
61. ↑  基根（2014年），第96页
62. ↑  Herwig（2009年），第230页
63. ↑  基根（2014年），第98页
64. ↑  梅尔（2011年），第135页
65. ↑  Herwig（2009年），第244页
66. ↑  林挺生b（2019年），第54页
67. 1 2  基根（2014年），第100页
68. ↑  Herwig（2009年），第248页
69. 1 2 3  林挺生b（2019年），第55页
70. ↑  Doughty（2008年），第94页
71. ↑  林挺生b（2019年），第56页
72. ↑  Sumner（2012年），第44页
73. ↑  Sumner（2012年），第61页
74. ↑  羅斯圖諾夫（1982年），第326页
75. 1 2  林挺生b（2019年），第57页
76. ↑  基根（2014年），第103页
77. ↑  Doughty（2008年），第98页
78. ↑  梅尔（2011年），第145页
79. 1 2 3  Doughty（2008年），第98-100页
80. ↑  羅斯圖諾夫（1982年），第335页
81. ↑  羅斯圖諾夫（1982年），第340-343页
82. ↑  Doughty（2008年），第104页
83. ↑  基根（2014年），第116页
84. ↑  Doughty（2008年），第108页
85. 1 2  羅斯圖諾夫（1982年），第539-540页
86. ↑  基根（2014年），第165页
87. ↑  羅斯圖諾夫（1982年），第543-544页
88. ↑  羅斯圖諾夫（1982年），第548-549页
89. ↑  羅斯圖諾夫（1982年），第546页
90. ↑  梅尔（2011年），第195页
91. 1 2  羅斯圖諾夫（1982年），第546-550页
92. ↑  梅尔（2011年），第196-198页
93. 1 2 3 4  羅斯圖諾夫（1982年），第552-554页
94. ↑  梅尔（2011年），第214页
95. 1 2 3 4  羅斯圖諾夫（1982年），第555-556页
96. ↑  梅尔（2011年），第220页
97. 1 2 3  羅斯圖諾夫（1982年），第557-561页
98. ↑  梅尔（2011年），第231页
99. ↑  Greenhalgh（2014年），第92页
100. ↑  羅斯圖諾夫（1982年），第562-563页
101. 1 2  羅斯圖諾夫（1982年），第564-565页
102. ↑  Doughty（2008年），第251-252页
103. ↑  羅斯圖諾夫（1982年），第636页
104. ↑  梅尔（2011年），第242页
105. ↑  基根（2014年），第241页
106. ↑  Doughty（2008年），第259-260页
107. ↑  Philpott（2010年），第115页
108. 1 2  羅斯圖諾夫（1982年），第656页
109. ↑  Doughty（2008年），第263页
110. ↑  羅斯圖諾夫（1982年），第648页
111. 1 2  Doughty（2008年），第273-274页
112. 1 2  羅斯圖諾夫（1982年），第657页
113. ↑  Krause & Philpott（2023年），第36页
114. ↑  基根（2014年），第255-257页
115. 1 2  羅斯圖諾夫（1982年），第670-672页
116. ↑  Doughty（2008年），第305页
117. ↑  基根（2014年），第248页
118. 1 2 3 4  Doughty（2008年），第318-319页
119. ↑  Conte（1991年），第381页
120. 1 2  Doughty（2008年），第320-321页
121. ↑  Conte（1991年），第381-399页
122. ↑  Conte（1991年），第419页
123. ↑  Porte（2014年），第357页
124. ↑  Varillon（1956年），第582-584页
125. ↑  Varillon（1956年），第585页
126. ↑  Conte（1991年），第438-447页
127. ↑  Conte（1991年），第441页
128. ↑  Varillon（1956年），第599页
129. 1 2 3  Krause & Philpott（2023年），第45-47页
130. ↑  薄富爾（1996年），第35页
131. 1 2 3  张大卫（2018年），第119页
132. ↑  基根（2014年），第30页
133. 1 2  薄富爾（1996年），第38页
134. ↑  张大卫（2018年），第158页
135. ↑  张大卫（2018年），第134页
136. 1 2 3  张大卫（2018年），第140页
137. ↑  薄富爾（1996年），第45页
138. ↑  薄富爾（1996年），第46页